# Парадокс снаге воље
Парадокс снаге воље је идеја да људи делују успешније усредсређујући се мање на исход, имплицирајући да директна воља није увек најмоћнији начин за постизање циља.
Истраживања сугеришу да интраперсонална комуникација и одржавање упитног ума доносе промене.
Овај феномен је сличан ономе што је испричала Марша М. Лајнхан о дијалектичко-бихејвиоралној терапији и радикалној прихваћености. Како би се удаљили од начина размишљања о претераној вољи, која се изједначава са побуном која изазва немире, ка радикалном прихватању, Лајнхан се залаже за окретање ума и допуштање спремности да се догоди која доводи до радикалног прихватања, што заузврат може узроковати трајније промене.

## Експериментални подаци
Један експеримент је упоредио перформансе две групе људи који раде анаграме. Једна група је размишљала о свом предстојећем задатку, док је друга размишљала о томе да ли ће извести анаграме или не. Друга група је имала боље резултате од оних који су сигурно знали да ће радити на анаграмима. Исти истраживач, Ибрахим Сенај (са Универзитета Илиноиса у Урбана-Шампејну), је открио да је више пута писање питања „Хоћу ли?” моћније од писања традиционалне афирмације „Хоћу”.

## Снага воље и зависност
Мајкл Ј. Талеф је писао да је снага воље у психологији парадокс. Пацијентима погођеним зависношћу је речено да је самовоља мање ефикасна од воље.